# (1680) Per Brahe
(1680) Per Brahe – planetoida z pasa głównego asteroid okrążająca Słońce w ciągu 4 lat i 181 dni w średniej odległości 2,72 au. Została odkryta 12 lutego 1942 roku w Obserwatorium Iso-Heikkilä w Turku przez Liisi Otermę. Nazwa planetoidy pochodzi od Pera Brahe (1602–1680), szwedzkiego gubernatora Finlandii. Przed nadaniem nazwy planetoida nosiła oznaczenie tymczasowe (1680) 1942 CH.